# الدين في أفغانستان
تعتبر جمهورية أفغانستان دولة إسلامية يبلغ تعداد المواطنين المسلمين فيها 100% حيث أن 90% منهم يتبعون الإسلام السني. حسب كتاب حقائق العالم، يشكل المسلمون السنة بين 84.7 - 89.7% من السكان، أما المسلمون الشيعة فتبلغ نسبتهم بين 10 أو 15 في المئة. وبغض النظر عن المسلمين، تشكل نسبة ٪0,3 مجموع الأقليات الصغيرة من السيخ والهندوس وغيرهم.

## تاريخ
يعتقد البعض أن الديانة الزرادشتية (المجوسية) قد نشأت فيما يعرف الآن بأفغانستان بين عامي 1800 و800 قبل الميلاد، باعتبار أن مؤسسها زرادشت عاش ومات في مدينة بلخ الأفغانية بينما كانت المنطقة في ذلك الوقت يشار إليها باسم أريانا التي غطت كامل أفغانستان المعاصرة. كما يعتقد أن اللغات الإيرانية الشرقية القديمة قد تكون تحدثت في المنطقة في وقت قريب من ظهور الزرادشتية. بحلول منتصف القرن السادس قبل الميلاد، أطاح الأخمينيون بالميديين وأدمجوا أراكوسيا وآريا وباختر ضمن حدودها الشرقية. يذكر نقش على قبر داريوس الأول في بلاد فارس وادي كابول في قائمة البلدان الـ 29 التي غزاها.
بعد غزو الإسكندر الأكبر واحتلاله في القرن الرابع قبل الميلاد، سيطرت الإمبراطورية السلوقية السلفية على المنطقة حتى عام 305 قبل الميلاد قبل التنازل عن جزء كبير من إمبراطورية موريا الهندية كجزء من معاهدة التحالف. أحضر الموريون البوذية من الهند وسيطروا على جنوب أفغانستان حتى حوالي عام 185 قبل الميلاد عندما أطيح بهم.
في القرن السابع، دخل الأمويون المسلمون إلى ما يعرف حاليا بدولة أفغانستان بعد هزيمة الساسانيين في معركة نهاوند (642 م). بعد هذه الهزيمة الهائلة، أصبح الإمبراطور الساساني الأخير يزدجرد الثالث، مطاردًا حيث هرب شرقًا إلى عمق آسيا الوسطى. وخلال ملاحقته اختار العرب الدخول إلى المنطقة من شمال شرق إيران ثم بعد ذلك إلى هرات، حيث تمركز جزء كبير من جيشهم قبل التقدم نحو بقية أفغانستان. بذل العرب جهودًا كبيرة لنشر الإسلام بين السكان المحليين.
بفضل جهود الأمويين أذعن عدد كبير من الناس في المنطقة الشمالية من أفغانستان للإسلام وخاصة إبان عهد هشام بن عبد الملك (الخليفة 723-733) وعمر بن عبد العزيز (الخليفة من 717 إلى 720). في عهد المعتصم بالله كان الإسلام يمارس بشكل عام بين معظم سكان المنطقة، وفي عهد يعقوب بن الليث الصفار، طغى الإسلام في كابول والمدن الرئيسية الأخرى في أفغانستان.
في وقت لاحق، نشر السامانيون الإسلام في عمق آسيا الوسطى، جرى في القرن التاسع أول ترجمة كاملة للقرآن إلى اللغة الفارسية. منذ ذلك، سيطر الإسلام على المشهد الديني في البلاد. حيث دخل الزعماء الإسلاميون في المجال السياسي في أوقات الأزمات المختلفة، لكن نادراً ما مارسوا السلطة العلمانية لفترة طويلة. تم طرد بقايا سلالة شاهي الهندوسية المتواجدة في الحدود الشرقية لأفغانستان من قبل محمود الغزنوي خلال عامي 998 و1030.
حتى التسعينات من القرن التاسع عشر، كانت منطقة نورستان تُعرف باسم كافرستان (أرض الكفار أو "الكفار") بسبب سكانها: النورستانيين، وهو أشخاص متميزون عرقيًا مارسوا الطقوس الروحانية والشرك والشامانية.
أدى الغزو السوفيتي عام 1979 لدعم حكومة شيوعية إلى تدخل كبير للدين في الصراع السياسي الأفغاني، مما وحد المعارضة السياسية المتعددة الأعراق. بمجرد وصول النظام الماركسي المدعوم من الاتحاد السوفيتي إلى السلطة في أفغانستان، تحرك الحزب الديمقراطي الشعبي الأفغاني (PDPA) لتقليل تأثير الإسلام. قام الشيوعيون بسجن وتعذيب وقتل العديد من أعضاء المؤسسة الدينية.
بعد محادثات المصالحة الوطنية عام 1987، أصبح الإسلام مرة أخرى دين الدولة وأزالت البلاد كلمة «ديمقراطي» من اسمها الرسمي. من عام 1987 إلى عام 1992، كان الاسم الرسمي للبلاد هو جمهورية أفغانستان لكنها اليوم جمهورية إسلامية. بالنسبة للأفغان، يمثل الإسلام نظامًا رمزيًا موحدًا يحتمل أن يقابل الانقسام الذي ينشأ في كثير من الأحيان من وجود اعتزاز عميق بالولاءات القبلية وإحساس واسع بالاحترام الشخصي والعائلي الموجود في مجتمعات متعددة القوميات والأعراق مثل أفغانستان. لا تخدم المساجد كأماكن للعبادة فحسب، بل أيضًا للعديد من الوظائف، بما في ذلك مأوى للضيوف وأماكن للقاء والتحدث، وهي محور الاحتفالات والمدارس الاجتماعية الدينية. درس كل أفغاني تقريبًا في وقت واحد أثناء شبابه في مدرسة جامعية؛ بالنسبة للبعض يعتبر هذا النوع التعليم الرسمي الوحيد الذي يتلقونه.